# Head-Smashed-In Buffalo Jump
Der Head-Smashed-In Buffalo Jump ist ein historischer, traditioneller Jagdplatz nordamerikanischer Indianer, die hier Bisons erlegten. Der Buffalo Jump befindet sich in der Provinz Alberta in Kanada, 18 Kilometer nordwestlich von Fort Macleod.
Aufgrund seiner günstigen Lage wurde dieser Platz bereits in der Archaischen Periode vor rund 6000 Jahren genutzt. Mit über 5000 Jahren Nutzung wurde dieser Platz am längsten genutzt, wie über 20 Millionen Büffelknochen und über 100,000 Speerspitzen aus Stein beweisen. Die Bisons wurden zunächst von einer Ebene über abgesteckte Wege an den Rand einer Klippe getrieben und stürzten dort etwa zehn Meter in den Abgrund. Die Tierkörper wurden in einem Lager am Fuß der Klippe verwertet. An dieser Stelle befindet sich heute ein Informations-Zentrum.
Die kanadischen Blackfoot-Indianer nennen den Ort Estipah-skikikini-kots. Laut einer Legende wollte sich ein junger Blackfoot-Indianer den Büffelsprung vom Fuß der Klippe aus ansehen, war den herabstürzenden Bisons jedoch zu nahe und kam dabei zu Tode (Head-Smashed-In, zu Deutsch: Kopf eingeschlagen).
Nach Ankunft der Europäer wurde der Ort im 19. Jahrhundert verlassen. Erste Aufzeichnungen wurden in den 1880er Jahren angefertigt, die ersten Ausgrabungen des American Museum of Natural History fanden 1938 statt.
1981 wurde Head-Smashed-In von der UNESCO als Weltkulturerbe anerkannt.